# Мосано
Мосано (итал. Mossano) је насеље у Италији у округу Виченца, региону Венето.
Према процени из 2011. у насељу је живело 324 становника. Насеље се налази на надморској висини од 73 м.

## Становништво
Према резултатима пописа становништва 2011. у општини је живело 1.776 становника.
| 1931. | 1936. | 1951. | 1961. | 1971. | 1981. | 1991. | 2001. | 2011. |
| ----- | ----- | ----- | ----- | ----- | ----- | ----- | ----- | ----- |
| 2.342 | 2.401 | 2.311 | 1.755 | 1.456 | 1.424 | 1.510 | 1.670 | 1.776 |

## Партнерски градови
- Caronno Pertusella